# Предельно допустимый уровень
Предельно допустимый уровень (сокращённо ПДУ) — законодательно утверждённая верхняя граница величины уровня факторов, при воздействии которых на организм периодически или в течение всей жизни не возникает заболевания или изменений состояния здоровья, обнаруживаемых современными методами сразу или в отдаленные сроки жизни, включая влияние на репродуктивную функцию и потомство.

## ПДУ в СССР и РФ
В отличие от ПДК устанавливаемых для веществ находящихся в смеси (к примеру частиц вещества в воздухе), ПДУ устанавливается для физических явлений или количества одного вещества на поверхности другого, к примеру: ПДУ ионизирующего излучения, ПДУ электромагнитного излучения радиочастного диапазона, ПДУ производственного шума, ПДУ локальной вибрации и т. д. Принятию ПДУ предшествуют научно обоснованные исследования вредного воздействия на организм и обычно предварительно разрабатываются ориентировочно допустимые уровни.
Как пример, в ходе ликвидации последствий радиационной аварии 1957 года, в последующие 2 года были разработаны ПДУ радиоактивного загрязнения продовольствия и фуража.
Некоторые примеры разработанных и установленных нормативными документами ПДУ:
- Санитарные нормы СН 2.2.4/2.1.8.562-96 «Шум на рабочих местах, в помещениях жилых, общественных зданий и на территории жилой застройки» — устанавливает предельно допустимые уровни шума безопасные и не приводящие к травмам органов слуха как при кратковременном воздействий шума повышенной интенсивности, так и к заболеваниям (тугоухости и др.) при периодическом длительном воздействии в зависимости от интенсивности и частотных характеристик.
- Санитарно-эпидемиологические правила и нормативы СанПиН 2.1.2.2645-10. «Санитарно-эпидемиологические требования к условиям проживания в жилых зданиях и помещениях» — в частности, среди прочего устанавливает предельно допустимый уровень напряженности переменного электрического поля с частотой 50 Гц на высоте от 0,5 до 2 м от пола в жилых помещениях.
- Санитарно-эпидемиологические правила СП 2.5.1198-03 «Санитарные правила по организации пассажирских перевозок на железнодорожном транспорте» — устанавливают предельно допустимый уровень инфразвука возникающий при движений железнодорожного подвижного состава.
- Гигиенический норматив ГН 2.2.5.3296—15 «Предельно допустимые уровни (ПДУ) загрязнения отравляющими веществами обезвреженных корпусов боеприпасов и выведенного из эксплуатации технологического оборудования и материалов, предназначаемых для металлоперерабатывающих предприятий».

## ПДУ в США
Для описания предельно-допустимых уровней воздействия вредных производственных факторов в США используют разные термины, так как из-за исторически сложившихся отличий (длительное время общегосударственных требований охраны труда не было вообще — а рекомендации были, и их давали разные специалисты и организации) там разработку ПДУ вели и ведут разные организации. Государственное Управление по охране труда (OSHA) разрабатывает такие ПДУ, которые юридически обязательны для выполнения работодателем. Из-за противодействия работодателей в США нет многих ПДУ (OSHA), а часть устарела (разработаны в начале 1970-х).
Другие научные и профессиональные организации (NIOSH
, ACGIH и др.) разрабатывают свои рекомендуемые значения ПДК, которые могут сильно отличаться от ПДУ (OSHA), а также могут гораздо больше соответствовать современному уровню науки.
Другой особенностью ПДУ в США является то, что для обозначения ПДУ и предельно-допустимой концентрации вредных веществ (ПДК в воздухе рабочей зоны, в зоне дыхания) используют не разные, а один и тот же термин — если разработка этих ПДУ/ПДК велась одной организацией (REL — NIOSH; TLV(BEI) — ACGIH; PEL — OSHA и т. п.).